# تولولا أوني
تولولا «تولو» أوني (بالإنجليزية: Tolu Oni)‏ (ولدت عام 1980) هي أخصائية في علم الأوبئة الحضرية في قسم الأوبئة التابعة لمجلس البحوث الطبية في جامعة كامبريدج. وهي زميلة في منتدى نكست أينشتاين وقائدة عالمية في المنتدى الاقتصادي العالمي.  

## النشأة والتعليم
ولدت أوني في لاغوس. في عمر السابعة أرادت أوني أن تصبح أخصائية جراحة قلب للأطفال بعد أن شاهدت فيلم وثائقي عن جراحة القلب. التحقت بمدرسة داخلية. وقد تدربت في الطب مع الصحة الدولية في كلية لندن الجامعية، حيث حصلت على درجة البكالوريوس في عام 2001 . أكملت وظائف منزلية في المملكة المتحدة واستراليا وأصبحت مهتمة بفيروس نقص المناعة البشرية. تم تعيينها رئيسة اتحاد طلاب الطب. كانت أوني طالبة دكتوراة في جامعة إمبريال بلندن حيث بدأت دراسة النتائج الصحية. بحثت عن كيف تؤثر المحددات الاجتماعية على الأوضاع الصحية، وأنهت الدكتوراه في عام 2012. مُنحت أوني جائزة طالب الطب الاختيارية من الجمعية الملكية للطب الاستوائي والصحة العامة، وانتقلت إلى جنوب أفريقيا.